# Вержбицька Ганна Казимирівна
Ганна Казимирівна Вержбицька (біл. Ганна Казіміраўна Вяржбіцкая; 8 лютого 1915, Борисов — 6 лютого 2000) — директор радгоспу «Старо-Борисов» Борисовського району Мінської області  Білоруської РСР. Герой Соціалістичної Праці (1966). Заслужений агроном БРСР.

## Біографія
Закінчила Мічурінський державний аграрний університет в Мічурінську в 1940 році. З 1947 року — агроном, в 1961-1971 роках (за іншими даними, в 1961-1973) — директор радгоспу «Старо-Борисов». З 1973 року — старший агроном Мінського обласного управління професійно-технічної освіти.
Указом Президії Верховної Ради СРСР від 22 березня 1966 року за успіхи у розвитку тваринництва, збільшення виробництва і заготівель сільськогосподарської продукції удостоєна звання Героя Соціалістичної Праці з врученням ордена Леніна і золотої медалі «Серп і Молот».
Член ЦК КПБ в 1954-1956 і 1961-1966 роках. Член Комітету радянських жінок в 1966-1977 роках.